# Сє Яньцзе
Сє Яньцзе (нар. 11 січня 1984) — колишня китайська тенісистка.
Найвищу одиночну позицію світового рейтингу — 184 місце досягла 7 червня 2004, парну — 149 місце — 27 вересня 2004 року.
Здобула 6 одиночних та 7 парних титулів туру ITF.

## Фінали ITF

### Одиночний розряд: 16 (6–10)
| турніри $100,000 |
| турніри $75,000  |
| турніри $50,000  |
| турніри $25,000  |
| турніри $10,000  |

| Результат | Ранг | Дата             | Турнір             | Покриття   | Суперниця         | Рахунок       |
| --------- | ---- | ---------------- | ------------------ | ---------- | ----------------- | ------------- |
| Поразка   | 1.   | 26 травня 2002   | ITF Тяньцзінь, КНР | Тверде (i) | Чжен Цзє          | 1–6, 2–6      |
| Перемога  | 2.   | 4 серпня 2002    | ITF Тунляо, КНР    | Тверде     | Жуй Ду            | 6–3, 6–1      |
| Перемога  | 3.   | 8 червня 2003    | ITF Сеул, Корея    | Тверде     | Чон Мі Ра         | 6–3, 6–4      |
| Поразка   | 4.   | 2 листопада 2003 | ITF Пекін, КНР     | Тверде (i) | Йосіда Юка        | 1–6, 6–7(2)   |
| Перемога  | 5.   | 9 листопада 2003 | ITF Тайчжоу, КНР   | Тверде     | Ленка Тварошкова  | 6–1, 6–4      |
| Поразка   | 6.   | 11 січня 2005    | ITF Тампа, США     | Тверде     | Анда Перяну       | 5–7, 7–5, 4–6 |
| Поразка   | 7.   | 23 січня 2005    | ITF Маямі, США     | Тверде     | Кларіса Фернандес | 4–6, 2–6      |
| Перемога  | 8.   | 17 квітня 2005   | ITF Чанша, КНР     | Тверде     | Юй Їн             | 6–1, 6–1      |
| Перемога  | 9.   | 5 червня 2005    | ITF Нанкін, КНР    | Тверде     | Даніела Кікс      | 6–2, 6–2      |
| Поразка   | 10.  | 28 травня 2006   | ITF Пекін, КНР     | Тверде     | Аніко Капрош      | 4–6, 2–6      |
| Поразка   | 11.  | 30 травня 2006   | ITF Тяньцзінь, КНР | Тверде     | Чжан Шуай         | 2–6, 6–3, 0–6 |
| Поразка   | 12.  | 21 серпня 2006   | ITF Нанкін, КНР    | Тверде     | Чжан Шуай         | 3–6, 6–1, 4–6 |
| Поразка   | 13.  | 27 квітня 2008   | ITF Інчхон, Корея  | Тверде     | Сє Шувей          | 1–6, 1–6      |
| Перемога  | 14.  | 5 травня 2008    | ITF Чханвон, Корея | Тверде     | Олександра Панова | 6–4, 6–4      |
| Поразка   | 15.  | 7 вересня 2008   | ITF Цукуба, Японія | Тверде     | Сє Шувей          | 6–4, 3–6, 0–6 |
| Поразка   | 16.  | 9 лютого 2009    | ITF Цзянмень, КНР  | Тверде     | Дуань Їнїн        | 2–6, 4–6      |

### Парний розряд: 13 (7–6)
| Результат | Ранг | Дата             | Турнір                  | Покриття  | Партнерка     | Суперниці                        | Рахунок          |
| --------- | ---- | ---------------- | ----------------------- | --------- | ------------- | -------------------------------- | ---------------- |
| Поразка   | 1.   | 3 червня 2001    | ITF Баотоу, КНР         | Ґрунт     | Ма Ен'юе      | Choi Jin-young Kim Mi-ok         | 3–6, 3–6         |
| Перемога  | 2.   | 15 липня 2001    | ITF Тяньцзінь, КНР      | Ґрунт     | Ма Ен'юе      | Пен Шуай Лю Наньнань             | 7–5, 5–7, 6–4    |
| Поразка   | 3.   | 27 лютого 2003   | ITF Бельфор, Франція    | Килим (i) | Лю Наньнань   | Кім Кілсдонк Софі Лефевр         | 3–6, 3–6         |
| Перемога  | 4.   | 9 листопада 2003 | ITF Тайчжоу, КНР        | Тверде    | Пен Шуай      | Ян Шуцзін Юй Їн                  | 6–3, 4–6, 6–2    |
| Перемога  | 5.   | 25 січня 2004    | ITF Бока-Ратон, США     | Тверде    | Пен Шуай      | Еллісон Бредшоу Джулія Дітті     | 6–1, 6–2         |
| Поразка   | 6.   | 25 квітня 2004   | ITF Дотан, США          | Ґрунт     | Пен Шуай      | Ліза Макші Мілагрос Секера       | 7–6(6), 4–6, 2–6 |
| Поразка   | 7.   | 6 червня 2004    | ITF Простейов, Чехія    | Ґрунт     | Пен Шуай      | Лібуше Прушова Барбора Стрицова  | 1–6, 3–6         |
| Перемога  | 8.   | 5 червня 2005    | ITF Нанкін, КНР         | Тверде    | Чжуан Цзяжун  | Марія Хосе Архері Летісія Собрал | 6–3, 6–7(5), 6–2 |
| Перемога  | 9.   | 21 серпня 2005   | ITF Нанкін, КНР         | Тверде    | Юлія Єфремова | Томоко Суґано Йонемура Акіко     | 6–4, 6–3         |
| Поразка   | 10.  | 2 травня 2006    | ITF Джакарта, Індонезія | Тверде    | Хуан Лей      | Септі Менде Аю Фані Дамаянті     | 4–6, 4–6         |
| Перемога  | 11.  | 21 серпня 2006   | ITF Нанкін, КНР         | Тверде    | Чжуан Цзяжун  | Цзи Чуньмей Сунь Шеннань         | 6–1, 7–6(11)     |
| Перемога  | 12.  | 12 травня 2007   | ITF Ченду, КНР          | Тверде    | Сон Шаньшань  | Сюй Їфань Huang Lei              | 6–3, 7–5         |
| Поразка   | 13.  | 9 лютого 2009    | ITF Цзянмень, КНР       | Тверде    | Чжан Шуай     | Хао Цзє Као Шао-юань             | 0–6, 5–7         |